# Xã Whitehall, Quận Lehigh, Pennsylvania
Xã Whitehall (tiếng Anh: Whitehall Township) là một xã thuộc quận Lehigh, tiểu bang Pennsylvania, Hoa Kỳ. Năm 2010, dân số của xã này là 26.738 người.